# جان التونا
جان التونا (انگلیسی: Jon Altuna؛ زادهٔ ۲۴ ژوئن ۱۹۸۰) بازیکن فوتبال اهل اسپانیا است.
از باشگاه‌هایی که در آن بازی کرده‌است می‌توان به باشگاه فوتبال ایبار و باشگاه فوتبال گرانادا اشاره کرد.